# Dal Shabet
Dal Shabet (Hangul: 달샤벳, stylized as Dal★Shabet or Dalshabet) is a South Korean girl group created by E-Tribe under Happy Face Entertainment. The group debuted on January 3, 2011, with the EP Supa Dupa Diva and with six members: Viki, Serri, Ah Young, Jiyul, Kaeun and Subin. Member Viki officially left in May 2012 and was replaced by Woohee.
Since their debut, Dal Shabet have released one studio album and ten extended plays. Their singles “Supa Dupa Diva”, “Pink Rocket”, “Bling Bling”, “Hit U”, “Mr. Bang Bang”, “Be Ambitious (Look At My Legs)”, “B.B.B (Big Baby Baby)”, and “Joker” have all charted in the top twenty of the Gaon Digital Chart.
In December 2015, Members Jiyul and Kaeun left the group following the expiration of their contract. The group continued as a quartet and released two mini-albums Naturalness in January 2016 and Fri. Sat. Sun in September 2016 before member Serri, Ah Young and Subin left the company in December 2017, with Woohee following in December 2018. Happy Face stated that "the group has not disbanded and future activities of the group remains to be discussed."
In September 2019, Dal Shabet reunited as a six-piece and held a photo exhibition and mini-concert.

## Lịch sử

### 2011: Debut,Pink RocketandBling Bling
Dal Shabet phát hành mv debut "Supa Dupa Diva" ngày 3 tháng 1 năm 2011, họ là nhóm nhạc thần tượng đầu tiên ra mắt vào năm 2011, đồng thời sân khấu debut được diễn ra vào ngày 6 cùng tháng tại M! Countdown.
Vào ngày 5 tháng 4 năm 2011, những bức ảnh concept cho ca khúc trở lại đầu tiên của Dal Shabet "Pink Rocket" đã được tiết lộ. Concept được gọi là là "Rocket Girls" đã cho thấy một khía cạnh nữ tính và thanh lịch hơn của nhóm. Vào ngày 13 tháng 4 năm 2011, video âm nhạc của "Pink Rocket" đã được phát hành.
It was announced on August 2, 2011, that Dal Shabet would be making a "funky" comeback. During the entire first week of August, concept photos for each member were released. The outfits in the concept photos were quickly met with controversy and were deemed "too sexual" for live television, causing a complete overhaul of the concept. On August 10, 2011, Dal Shabet released their music video for "Bling Bling". Promotions for "Bling Bling" began on August 12, 2011, on Music Bank. The song proved to be their most successful yet, as it managed to break the top ten on the Gaon chart. Promotions for "Bling Bling" officially ended on November 6, 2011, but fans were assured the group would quickly return to the stage.

### 2012:Hit U, line-up changes,Bang BangandHave, Don't Have
In early January, it was announced that Dal Shabet were to become the main models of Korean luxury brand 'SONOVI'. 
On January 8, 2012, it was revealed that the members of Dal Shabet would be undergoing a dramatic and powerful transformation for their fourth EP. Promotions for "Hit U" began on January 26, 2012, on M! Countdown. The music video and EP were released digitally and physically the following day. The album went on to top the physical portion of the Gaon chart, securing Dal Shabet's first number one album. Promotions for "Hit U" ended on March 16, 2012, but the group confirmed they would be returning to the music scene in June.
Vào ngày 22 tháng 5 năm 2012, có thông tin xác nhận rằng nhóm sẽ phát hành album đầu tiên của họ vào ngày 6 tháng 6 năm 2012. Ba ngày sau, danh sách bài hát cho album được phát hành, xác nhận tên album là BANG BANG.
Ngày 23 tháng 5 năm 2012, công ty quản lý thông báo rằng Viki sẽ rời nhóm và hoạt động cá nhân, được thay thế bởi thành viên mới Woohee.
Nhóm đã giành giải thưởng Nghệ sĩ mới xuất sắc nhất tại lễ trao giải Golden Disc thứ 26 ngày 11 tháng 1 năm 2012.
On June 1, 2012, an introduction teaser featuring Woohee dancing to Beyoncé's "Freakum Dress" was released. On June 6, 2012, the music video and album were released. Promotions for "Mr. BangBang" began on M! Countdown the following day. Promotions for "Mr. BangBang" ended on the July 28, 2012, broadcast of Music Core. Dal Shabet confirmed they will be making their comeback sometime in November.
On October 24, 2012, the members of Dal Shabet were selected to be the main models of the Chinese smartphone brand 'VIVO'.
On November 13, 2012, Dal Shabet's fifth EP, Have, Don't Have, was digitally and physically released. The music video for its title track of the same name was released shortly after. A second version of the music video was released the following day. Both videos were filmed with the help of Lee Si Uhn and 'Jongtuk and the Cheerful Men'. Promotions for the album's title track began on M! Countdown on November 15, 2012. Happy Face Entertainment called the song "a disco song that is easy for listeners to sing along to and the lyrics describe a girl's cute feelings towards a guy". On November 19, 2012, Dal Shabet released a surprise music video for "For Darling". The song and music video were Dal Shabet's special gift for their fans.

### 2013: "It's You",Be Ambitiousand controversy
On May 15, 2013, Dal Shabet released "It's You" for the SBS drama All About My Romance original soundtrack. The release serves as the main track of the entire soundtrack.
On May 28, 2013, it was announced that Dal Shabet would be releasing their new album on June 20, 2013. Their agency stated, “This album is perfect for the sweltering summer. The cool summer music will refresh you. They'll show you a side of themselves you've never seen before.” On June 17, 2013, it was announced that the lyrics to "Be Ambitious" were unfit for public broadcast due to sexual content and would have to be changed in order for the group to promote on television. Their company complied the same day and changed the lyrics in question. On June 19, 2013, Dal Shabet held a showcase event to celebrate the release of their sixth album. On June 20, 2013, the group physically and digitally released their sixth extended play to the public, along with an accompanying music video for "Be Ambitious". The group began promotions for their album the same day and performed a two-song comeback stage on Mnet's M! Countdown.
Dal Shabet at HOT6 LoL Summer 2014 Final
On July 1, 2013, men's rights group 'Man of Korea' filed an injunction to completely ban further distribution of "Be Ambitious". The group stated, "The lyrics and music video of "Be Ambitious" depreciate both women and men, and it's harmful to the youth. The music video also contains scenes that depreciate the 600,000 soldiers that are working hard in their enlistment." On July 11, 2013, Happy Face Entertainment and 'Man of Korea' held a joint conference, where they discussed the lawsuit. Following the conference, 'Man of Korea' officially announced they would be dropping their lawsuit against Dal Shabet's "Be Ambitious". Happy Face Entertainment stated, "There was no intention to depreciate the image of soldiers whatsoever, so we cleared up the misunderstanding through negotiation and peacefully came to an agreement."
On December 31, 2013, "Have, Don't Have" was determined to be the most played girl group song in Korean fashion stores for 2013.

### 2014:B.B.B
On December 15, 2013, Happy Face Entertainment announced that Dal Shabet were scheduled to make a comeback on January 8, 2014, and that a "shocking transformation" was planned for it. On January 5, 2014, the group appeared on the show Real Men, where they performed their unreleased title track for the troops. On January 8, 2014, Dal Shabet physically and digitally released B.B.B, along with the accompanying music video for its title track of the same name.
Following the filming of MBC Every 1's 9 to 6 on May 23, 2014, Subin was involved in a car accident in Busan while returning to Seoul. A representative from the relief center that responded to the accident reported, "On May 23, at about 7:30 PM, the van was overturned and completely wrecked. It was a serious accident." A second representative from the police department reported, "It looks to be negligent driving. We are currently investigating it." Subin was admitted to a nearby hospital and later moved to Seoul, where she underwent surgery for her injuries.
On September 26, 2014, Happy Face Entertainment announced that Dal Shabet was in the process of recording a new album for a comeback in late January 2015.
In October 2014, Woohee was hospitalized and received surgery for a collapsed lung. She has reportedly received surgery for the same condition in the past and took a break from group activities to focus on recovering.

### 2015:Joker Is Alive, Japan debut and line-up changes
Dal Shabet's eighth EP, Joker Is Alive, was released on April 15, 2015. The title track, "Joker", is a swing jazz dance song. In the music video, Dal Shabet portray female Harlequins who seduce the Joker, played by Lee Seung-ho. The music video was banned by KBS because of its explicit choreography, and the song's lyrics were censored by the network because the English word "joker" sounds similar to a Korean expletive.
Dal Shabet debuted in Japan on November 4 with their first single "Hard 2 Love" and greatest hits album The Best. "Hard 2 Love" debuted on the Oricon Chart at number 16 in the first day, and number 37 in its first week, selling 1737 copies.
Ngày 8 tháng 12 năm 2015, hai thành viên Jiyul và Gaeun rời nhóm do hết hạn hợp đồng, họ quyết định đi theo con đường riêng. Trong đó Jiyul tập trung vào mảng diễn xuất và Gaeun thiết kế thời trang.

### 2016:Naturalness,FRI. SAT. SUN.
Vào ngày 5 tháng 1, Dal Shabet đã phát hành mini album thứ 9, Naturalness và video âm nhạc cho ca khúc chủ đề "Someone Like U". Mini album xếp thứ nhất trên bảng xếp hạng Tower Record của Nhật Bản và thứ 4 trên bảng xếp hạng YinYueTai của Trung Quốc. Dal Shabet đã giành được "Asia's Best 3 New Artist" tại Japan Gold Disc Award năm 2016. 
On February 13, it was announced that Dal Shabet will release a new single in the summer of 2016. However, it was later confirmed that the group would postpone the comeback until the fall so that they could create a mini album instead of a single.
On September 29, Dal Shabet released their 10th mini album FRI. SAT. SUN. containing five new songs, along with the music video for the title track under the same name.

### 2017 - 2018:The Unit, departure from Happy Face and hiatus
Vào ngày 23 tháng 8 năm 2017, Happy Face Entertainment thông báo rằng Subin sẽ chương trình The Unit. Vào ngày 7 tháng 9, Happy Face Entertainment thông báo Subin sẽ không thể xuất hiện trong chương trình do mâu thuẫn với lịch trình ở nước ngoài và sẽ được thay thế bởi Serri và Woohee.
Vào ngày 14 tháng 12, năm 2017, Happy Face Entertainment thông báo rằng các thành viên Serri, Subin và Ah Young đã quyết định rời công ty sau khi hết hạn hợp đồng để tập trung vào sự nghiệp riêng.Sau khi hết hạn hợp đồng, nhóm được cho là vẫn chưa tan rã và các hoạt động trong tương lai của nhóm bốn thành viên vẫn còn được thảo luận. Công ty cũng cho biết họ sẽ tiếp tục hỗ trợ Serri trên The Unit cho đến khi kết thúc.

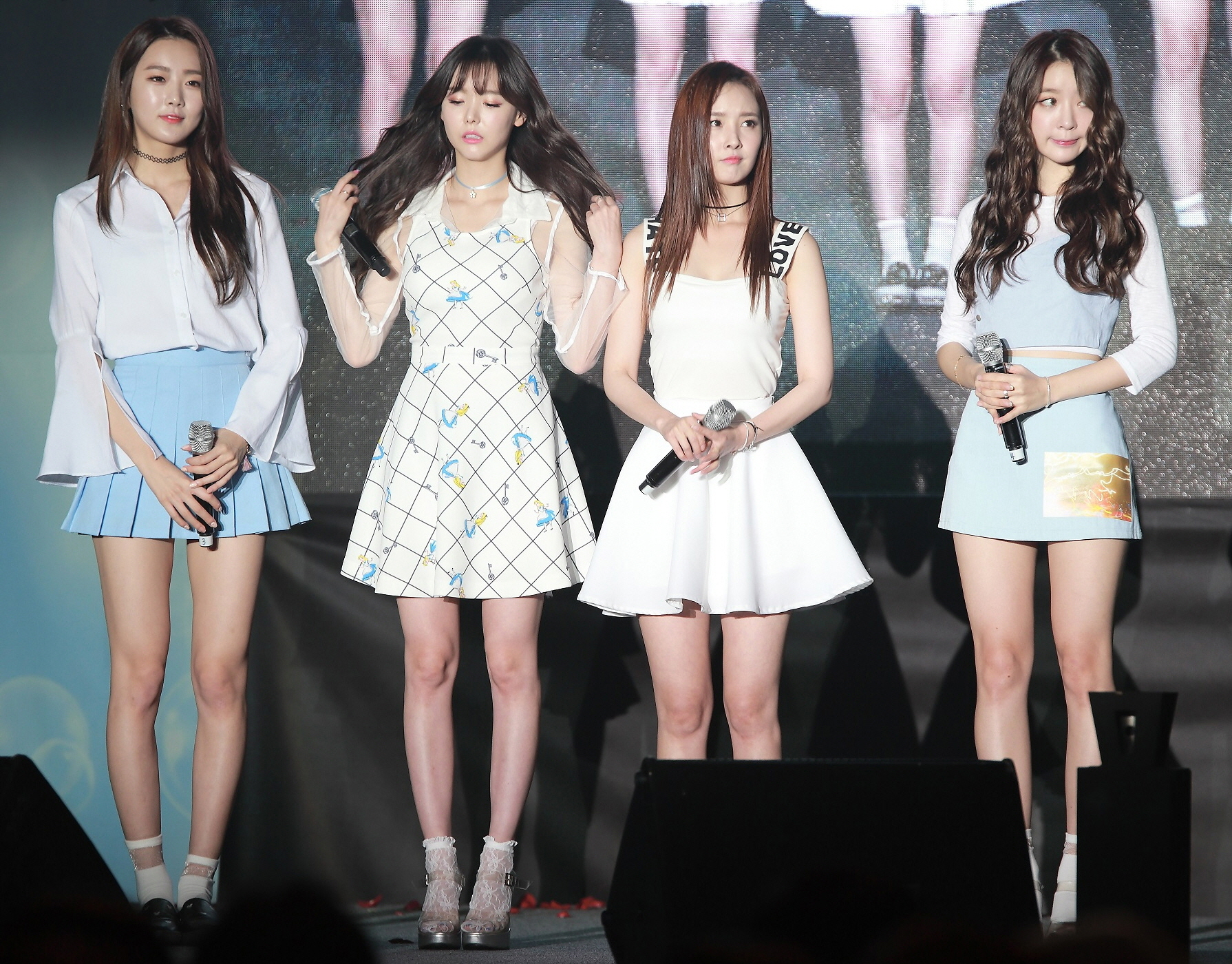
Dal Shabet vào đội hình 4 người vào năm 2016: Subin, Serri, Woohee and AYoung (từ trái sang phải)

Vào ngày 3 tháng 2 năm 2018, Serri bị loại khỏi The Unit vào tập 13, sau khi xếp thứ 23. Woohee sẽ tiếp tục đứng thứ bảy trong bảng xếp hạng cuối cùng, đủ điều kiện để cô ấy ra mắt với nhóm nhạc nữ UNI.T của chương trình.
On December 5, it was reported that Woohee's contract with HappyFace had expired.

### 2019: Reunion as six members, concert and photo exhibition
On January 6, Dalshabet members shared on social media a series of photos and videos from their meeting during which they celebrated their 8th anniversary. Jiyul and Kaeun, who were also present, introduced themselves as Dalshabet members as well. The group continued to meet and support each other in their solo activities throughout the whole year, along with two former members, starting the rumours about the group's possible reunion as six.
In August 2019, Serri stated in an interview for BNT that even though "Dal Shabet isn't promoting, we haven't disbanded". She also confirmed the rumours about the group's reunion and shared the news about the preparation of a photo exhibition dedicated to Dalshabet and a special concert where all six members including the ones who left would get together to give a performance.
The photo exhibition along with a mini-concert was announced on September 2 through various news sites. It was revealed that the exhibition would take place in Seoul, Seocho District in Gallery K from September 29 to October 5 and the mini-concert would be held on the last day of the event. The event was revealed to be named "Be Ambitious", after the group's seventh single. Dalshabet members shared the news on their personal Instagram accounts the same day. Jiyul and Kaeun announced their participation as well thus confirming that they had rejoined the group.

## Thành viên
| Nghệ danh           | Nghệ danh           | Tên khai sinh       | Tên khai sinh       | Ngày sinh           |
| Latinh              | Hangul              | Latinh              | Hangul              | Ngày sinh           |
| THÀNH VIÊN HIỆN TẠI | THÀNH VIÊN HIỆN TẠI | THÀNH VIÊN HIỆN TẠI | THÀNH VIÊN HIỆN TẠI | THÀNH VIÊN HIỆN TẠI |
| ------------------- | ------------------- | ------------------- | ------------------- | ------------------- |
| Serri               | 세리                | Park Mi-yeon        | 박미연              | 30 tháng 12, 1994   |
| Ayoung              | 아영                | Cho Ja-young        | 조자영              | 9 tháng 3, 1995     |
| Woohee              | 우희                | Bae Woo-hee         | 배우희              | 21 tháng 11, 1991   |
| Subin (Solbin)      | 수빈                | Park Subin          | 박수빈              | 12 tháng 2, 1994    |
| THÀNH VIÊN CŨ       |                     |                     |                     |                     |
| Viki                | 비키                | Kang Eun-hye        | 강은혜              | 7 tháng 2, 1993     |
| Gaeun               | 가은                | Jo Ga-eun           | 조가은              | 14 tháng 1, 1995    |
| Jiyul               | 지율                | Lee Min-ji          | 양정윤              | 26 tháng 8, 1996    |

## Danh sách đĩa nhạc
| Năm phát hành | Tên album                                                    | Các bài hát trong album (In đậm là bài hát chủ đề) |
| ------------- | ------------------------------------------------------------ | --- |
| 2011          | Supa Dupa Diva - Ngày phát hành: Ngày 4 tháng 1 năm 2011     | - 01. Dal★shabet (With. BIGTONE) - 02. Supa Dupa Diva - 03. Hottie / Very Charming - 04. Oh !!WoW!! (With. KOONTA) - 05. Supa Dupa Diva (Inst.)                                                                              |
| 2011          | Pink Rocket - Ngày phát hành: Ngày 14 tháng 4 năm 2011       | - 01. Shakalaka - 02. Pink Rocket - 03. Just Stop - 04. Rollin Fallin - 05. Pink Rocket (Inst.) |
| 2011          | Bling Bling - Ngày phát hành: Ngày 11 tháng 8 năm 2011       | - 01. Beep - 02. Bling Bling - 03. Dream In U - 04. Moonlight - 05. Bling Bling (Inst.) |
| 2012          | Hit U - Ngày phát hành: Ngày 27 tháng 1 năm 2012             | - 01. Fire It Up - 02. Hit U (Feat.Bigtone) - 03. Chu Ma Boy - 04. Dream In U (Remix) - 05. Hit U (Remix) (Feat.Bigtone) - 06. Hit U (Inst.)                                                                                 |
| 2012          | Have, Don't Have - Ngày phát hành: Ngày 13 tháng 11 năm 2012 | - 01. For Darling - 02. Have, Don't Have - 03. DON'T TOUCH - 04. Falling In Love - 05. Have, Don't Have (Eelectro Swing Remix) - 06. Have, Don't Have (Inst.)                                                                |
| 2013          | Be Ambitious - Ngày phát hành: Ngày 20 tháng 6 năm 2013      | - 01. Dalshabet Girls - 02. Be Ambitious - 03. Summer Break - 04. Hey Mr. Chu~♥ - 05. Let It Go - 06. Maybe (Narr. Ahn Jae Hyun) - 07. 내 다리를 봐 (Inst.)                                                                  |
| 2014          | B.B.B. - Ngày phát hành: Ngày 8 tháng 1 năm 2014             | - 01. Rewind - 02. B.B.B. (Big Baby Baby) - 03. Just Go (Subin Solo) (feat.BTOB Ilhoon) - 04.The One All Long (Memories Of You) - 05. B.B.B.(신사동호랭이 Remix) - 06. B.B.B. (inst.)                                        |
| 2015          | Joker is Alive - Ngày phát hành: Ngày 15 tháng 4 năm 2015    | - 01. To.Darling - 02. Obsessed - 03. JOKER - 04. I'm not - 05. OK Boy - 06. JOKER (Inst.) |
| 2016          | Naturalness - Ngày phát hành: Ngày 5 tháng 1 năm 2016        | - 01. Stay with you - 02. Someone like U - 03. From head to toe (Subin Solo) - 04. Beautiful liar (Serri Solo) (Feat. Sims) - 05. Dreams Come True (Ayoung Solo) - 06. Love Hurts (Woohee Solo) - 07. Someone like U (Inst.) |
| 2016          | FRI.SAT.SUN - Ngày phát hành: Ngày 29 tháng 9 năm 2016       | - 01. Ya Heart - 02. FRI.SAT.SUN - 03. HARD 2 LOVE - 04. FLY BOY - 05. Some What |

## Danh sách phim và chương trình truyền hình

### Radio
| Năm  | Tên             | Vai trò                 |
| ---- | --------------- | ----------------------- |
| 2012 | Wonderful Radio | Corby Girls (khách mời) |

### Khách mời phim truyền hình
| Năm  | Tên        | Truyền hình | Vai trò                    |
| ---- | ---------- | ----------- | -------------------------- |
| 2011 | Dream High | KBS2        | Kirin Students (khách mời) |

### Chương trình thực tế
| Năm  | Tên                     | Truyền hình          |
| ---- | ----------------------- | -------------------- |
| 2011 | Sweet Sweet Story       | KukiTV               |
| 2011 | Cool Friends            | SBS MTV              |
| 2014 | A Date with K-pop Stars | MediaCorp, Channel M |

## Giải thưởng và đề cử
| Năm  | Chương trình                                     | Giải thưởng | Kết quả   | Ghi chú |
| ---- | ------------------------------------------------ | --- | --------- | ------- |
| 2011 | 19th Republic of Korea Entertainment News Awards | Popularity Award | Đoạt giải | [ 16 ]  |
| 2011 | 2011 Bugs Music Awards                           | Best Rookie | Đoạt giải | [ 17 ]  |
| 2011 | 13th Mnet Asian Music Awards                     | Best New Female Artists                                                                                                   | Đề cử     | [ 18 ]  |
| 2011 | Soompi Gayo Awards                               | style="background: #99FF99; color: black; vertical-align: middle; text-align: center; " class="yes table-yes2"\|Đoạt giải | Đoạt giải | [ 19 ]  |
| 2011 | Soompi Gayo Awards                               | style="background: #99FF99; color: black; vertical-align: middle; text-align: center; " class="yes table-yes2"\|Đoạt giải | Đoạt giải | [ 20 ]  |
| 2012 | GALLUP Korea                                     | Best New Female Group of 2011                                                                                             | Đoạt giải | [ 21 ]  |
| 2012 | 26th Golden Disk Awards                          | style="background: #99FF99; color: black; vertical-align: middle; text-align: center; " class="yes table-yes2"\|Đoạt giải | Đoạt giải | [ 22 ]  |
| 2012 | Ministry of Health and Welfare                   | Campaigning Award | Đoạt giải | [ 23 ]  |
| 2012 | Allkpop awards                                   | Rising Star Award | Đoạt giải | [ 24 ]  |
| 2013 | Homme Music Award                                | #1 Played Song | Đoạt giải | [ 25 ]  |
| 2016 | Japan Gold Disc Award                            | Best New Asian Artist | Đoạt giải | [ 26 ]  |
| 2016 | MAXIM K-Model Award                              | Best Cover Model Award | Đoạt giải | [ 27 ]  |